# Arnu Miksa
Arnu Miksa, Maximilianus Arnu (Graz, 1671. március 1. – Judenburg, 1703. július 28.) német jezsuita tanár.

## Élete
18 éves korában a jezsuiták közé lépett és Nagyszombatban a költészeti osztályt, majd Linzben a szónoklattant tanította, később hittérítő lett.

## Munkái
Secundum aetatis seculum Tyrnaviensis Apollinis S. Francisci Xaverii scholae poeseos patroni, a novem Musis romanorum pontificum novem elogiis celebratum. Tyrnaviae, 1679.